# Noszvaj
Noszvaj là một thị trấn thuộc hạt Heves, Hungary. Thị trấn này có diện tích 18,84 km², dân số năm 2010 là 1824 người, mật độ 97 người/km².